# الدوري الجورجي الممتاز 2016
الدوري الجورجي الممتاز 2016 هو الموسم 28 من  الدوري الجورجي الممتاز. أقيم خلال الفترة 7 أغسطس 2016 وحتى 11 ديسمبر 2016، والذي يشرف على تنظيمه اتحاد جورجيا لكرة القدم، وكان عدد الأندية المشاركة فيه  14، وفاز فيه نادي سامتريديا.